# Analogie de la ligne
Pour les articles homonymes, voir analogie (homonymie).
L'analogie de la ligne est une analogie de Platon représentant sous la forme d'une ligne segmentée les différentes formes de savoirs et leurs rapports d'imitation.

## Description
Cette analogie de Platon se trouve à la fin du livre VI de la République, où il traite de la nécessité de placer des hommes particulièrement éclairés à la tête d’un État ; elle introduit le passage dit de "l'allégorie de la caverne".
« [509d] Prends donc une ligne coupée en deux segments inégaux, l'un représentant le genre visible, l'autre le genre intelligible, et coupe de nouveau chaque segment suivant la même proportion ; tu auras alors, en classant les divisions obtenues d'après leur degré relatif de clarté ou d'obscurité, dans le monde visible, un premier segment, [509e] celui des images - j'appelle images d'abord les ombres, [510] ensuite les reflets que l'on voit dans les eaux, ou à la surface des corps opaques, polis et brillants, et toutes les représentations semblables ; [...] Pose maintenant que le second segment correspond aux objets que ces images représentent, j'entends les animaux qui nous entourent, les plantes, et tous les ouvrages de l'art.... », dit Socrate. Il explique que le premier segment initial représente l’opinion que nous avons des choses sensibles, le second la science que nous avons des choses intelligibles. Dans le genre intelligible, on distingue alors la méthode hypothético-déductive des mathématiques et d'autre part la philosophie qui tente de remonter au premier principe. On a proposé une représentation graphique telle que :
| Genre intelligible (topos noètos)  | Genre intelligible (topos noètos)             | Genre sensible (topos horatos)  | Genre sensible (topos horatos)        |
| Science (épistèmé)                 | Science (épistèmé)                            | Opinion (doxa)                  | Opinion (doxa)                        |
| Idées, principes non-hypothétiques | Objets hypothétiques, mathématiques           | Objets sensibles                | Ombres et images des objets sensibles |
| Connaissance intuitive (Noûs)      | Connaissance rationnelle discursive (Dianoia) | Croyances, convictions (Pistis) | Imaginations (Eikasia)                |
| ---------------------------------- | --------------------------------------------- | ------------------------------- | ------------------------------------- |

## Origine
Il est probable que Platon n’ait pas inventé toutes les analogies que nous trouvons dans les dialogues mais en ait trouvé certaines dans l’enseignement pythagoricien, comme pour l’allégorie de la caverne[réf. nécessaire].

## Une hiérarchie ontologique et épistémologique
Platon conclut l'analogie de la ligne en transposant les quatre parties du monde citées, soit : l’image, les objets, les connaissances hypothétiques (la connaissance discursive) et celles anhypothétiques (la connaissance pure) aux quatre fonctions de l’âme selon Platon, soit : l’imagination, la foi, la connaissance discursive et l’intelligence. Selon cette représentation, nos croyances sont supérieures à notre imagination comme l’objet l’est à ses images. Ces croyances restent cependant soumises à la connaissance discursive qui est elle-même inférieure à l’intelligence an-hypothétique des réalités intelligibles.

## Correspondances avec les parties de la caverne ou avec les hypothèses duParménide
On peut, évidemment, découper la caverne selon le modèle de la ligne.
Jean-Paul Dumont rapproche les cinq hypothèses du Parménide et les quatre segments de la ligne :
- 5° hypothèse : les ombres                         = 1er segment
- 4° hypothèse : les êtres vivants corporels  = 2° segment
- 3° hypothèse : les nombres                       = 3° segment
- 2° hypothèse : les formes                          = 4° segment
- 1re hypothèse : l'Un-Bien                  (hors-ligne)